# Caecidotea bowmani
Caecidotea bowmani är en kräftdjursart som beskrevs av Lewis 1980. Caecidotea bowmani ingår i släktet Caecidotea och familjen sötvattensgråsuggor. Inga underarter finns listade i Catalogue of Life.